# 波多諾伏縣
波多諾伏縣是西非島國佛得角的22個縣之一，位於向風群島的聖安唐島，首府設於波多諾伏，面積558平方公里，主要經濟活動有旅遊業和農業，2010年人口18,631。
17°01′59″N 25°04′01″W / 17.033°N 25.067°W